# Louis Antoine de Saint-Just
Louis Antoine de Saint-Just (n. 25 august 1767, Decize, Bourgogne, Franța – d. 28 iulie 1794, Paris, Prima Republică Franceză), supranumit uneori „Arhanghelul Terorii”, a fost un om politic francez din perioada Revoluției franceze. Cel mai tânăr membru ales în Convenția Națională, Saint-Just era membru al grupului montagnarzilor⁠(d). Susținător neclintit al lui Robespierre, el a fost executat odată cu căderea acestuia, la 9 thermidor⁠(d).
Încă de la începutul revoluției, în 1789, tânărul Saint-Just s-a străduit să-și asume un rol principal, el devenind comandant în unitatea locală a Gărzii naționale⁠(d). La scurt timp după ce a împlinit vârsta legală minimă de 25 de ani, în august 1792, a câștigat alegerile ca deputat în Convenția Națională. În ciuda lipsei sale de notorietate sau de influență, Saint-Just l-a denunțat cu îndrăzneală pe regele Ludovic al XVI-lea de la tribuna Convenției și a condus cu succes campania politică pentru executarea regelui. Îndrăzneala lui i-a adus recunoașterea politică și favoarea de durată a lui Robespierre. Saint-Just s-a alăturat Comitetului Salvării Publice și a fost pe o perioadă de două săptămâni președinte al Convenției. Pe parcurs, el a fost principalul redactor al legislației radicale iacobine, printre care Decretele din ventôse⁠(d) și Constituția franceză din 1793⁠(d).
De o elocvență remarcabilă, Saint-Just s-a remarcat prin intransigența și inflexibilitatea principiilor sale care susțineau egalitatea și virtutea, precum și prin eficacitatea misiunilor sale în timpul cărora a redresat situația Armatei Rinului. Trimis ca supraveghetor al armatei în timpul începutului dificil din războaiele revoluționare franceze, Saint-Just a impus o disciplină severă. În același timp, a dat asigurări că trupele vor fi protejate de noua ordine antiaristocratică promisă de Revoluție. El a fost considerat de contemporanii săi ca principalul artizan al renașterii. Acest succes ca „reprezentant în misiune⁠(d)” a dus la alte două vizite pe front, inclusiv participarea sa apreciată la marea bătălie de la Fleurus (1794).
Pe parcursul întregii sale activități legislative și militare, Saint-Just a rămas dedicat rolului său de apărător politic al Comitetului Salvării Publice. El i-a denunțat public pe dușmanii guvernului ca fiind conspiratori, criminali și trădători. Fiind purtătorul de cuvânt desemnat al robespierriștilor în conflictele acestora cu celelalte partide politice din Convenția Națională, a lansat acuzațiile și rechizitoriile în Convenție și a pregătit mandate de arestare pentru deputatul centrist Jacques Pierre Brissot și colegii săi girondini; pentru demagogul extremist Jacques Hébert și susținătorii săi militanți; și pentru propriul său fost coleg Georges Danton și alți critici iacobini ai Terorii. Danton, în special, a fost posibil implicat în speculații financiare, ceea ce a făcut ca întreaga facțiune a „indulgenților” să devină suspicioasă. Pentru a evita masacrele pentru care sans-culottes⁠(d) erau responsabili în departamente, în special în Vendée, sau pentru a centraliza represiunea, el a desființat tribunalele revoluționare departamentale și a adus toate procedurile la Tribunalul Revoluționar din Paris.
Pe măsură ce numărul morților creștea, oponenții terorii iacobine au reușit în cele din urmă să se organizeze și să preia puterea în stat. Saint-Just și Robespierre au fost arestați la lovitura de stat de la 9 thermidor⁠(d) (27 iulie 1794) și executați a doua zi împreună cu mulți dintre aliații lor. Inițial, Saint-Just l-a apărat pe Robespierre împotriva acuzațiilor lui Barère⁠(d) și Tallien⁠(d), dar după arestare a rămas tăcut până la moartea sa, a doua zi, când a fost ghilotinat în Place de la Révolution, la vârsta de doar 26 de ani. Corpul și capul lui au fost apoi aruncate într-o groapă comună. Mulți istorici ale Revoluției franceze consideră că evenimentele tragice de la 9 thermidor marchează sfârșitul „Domniei Terorii” și începutul unei noi etape, „Reacțiunea thermidoriană”.
Legenda neagră referitoare la acest personaj, și la robespierriști în general, a fost menținută în cercetarea istorică până în a doua jumătate a secolului al XX-lea, înainte de a fi reevaluată treptat de către istoricii mai recenți. Până atunci, el a fost perceput ca fiind crud, însetat de sânge și având o sexualitate nestăpânită și violentă.
Saint-Just a fost, de asemenea, un teoretician politic, el fiind unul dintre realizatorii Declarației Drepturilor Omului și al Cetățeanului din 1793, al Constituției Anului I (Constituția franceză din 1793) și autorul unei lucrări despre principiile Revoluției franceze (L'Esprit de la Revolution et de la Constitution de France).

## Biografie

### Tinerețea
Louis Antoine de Saint-Just s-a născut la Decize, în fosta provincie Nivernais din centrul Franței. Era cel mai mare copil al lui Louis Jean de Saint-Just de Richebourg (1716–1777), un ofițer de cavalerie francez în retragere (cavaler al Ordinului Saint Louis) și al lui Marie-Anne Robinot (1736–1811), fiica unui notar.. A avut două surori mai mici, născute în 1768 și 1769. Familia s-a mutat mai târziu în nordul Franței, iar în 1776 s-a stabilit în comuna Blérancourt din fosta provincie Picardia, trăind din rentele obținute de pe moșia lor. La un an după mutare, tatăl lui Louis Antoine a murit, lăsând-o singură pe Marie-Anne cu cei trei copii ai lor. Ea a economisit cu sârguință pentru educația singurului ei fiu, iar în 1779 acesta a fost trimis la școala oratoriană din Soissons . După un început promițător, profesorii săi l-au văzut în curând pe Saint-Just ca pe un elev-problemă – o reputație agravată ulterior de povești infame (aproape sigur apocrife) despre cum a condus o rebeliune a elevilor și a încercat să incendieze școala. Cu toate acestea, el a absolvit respectiva școală în 1786.

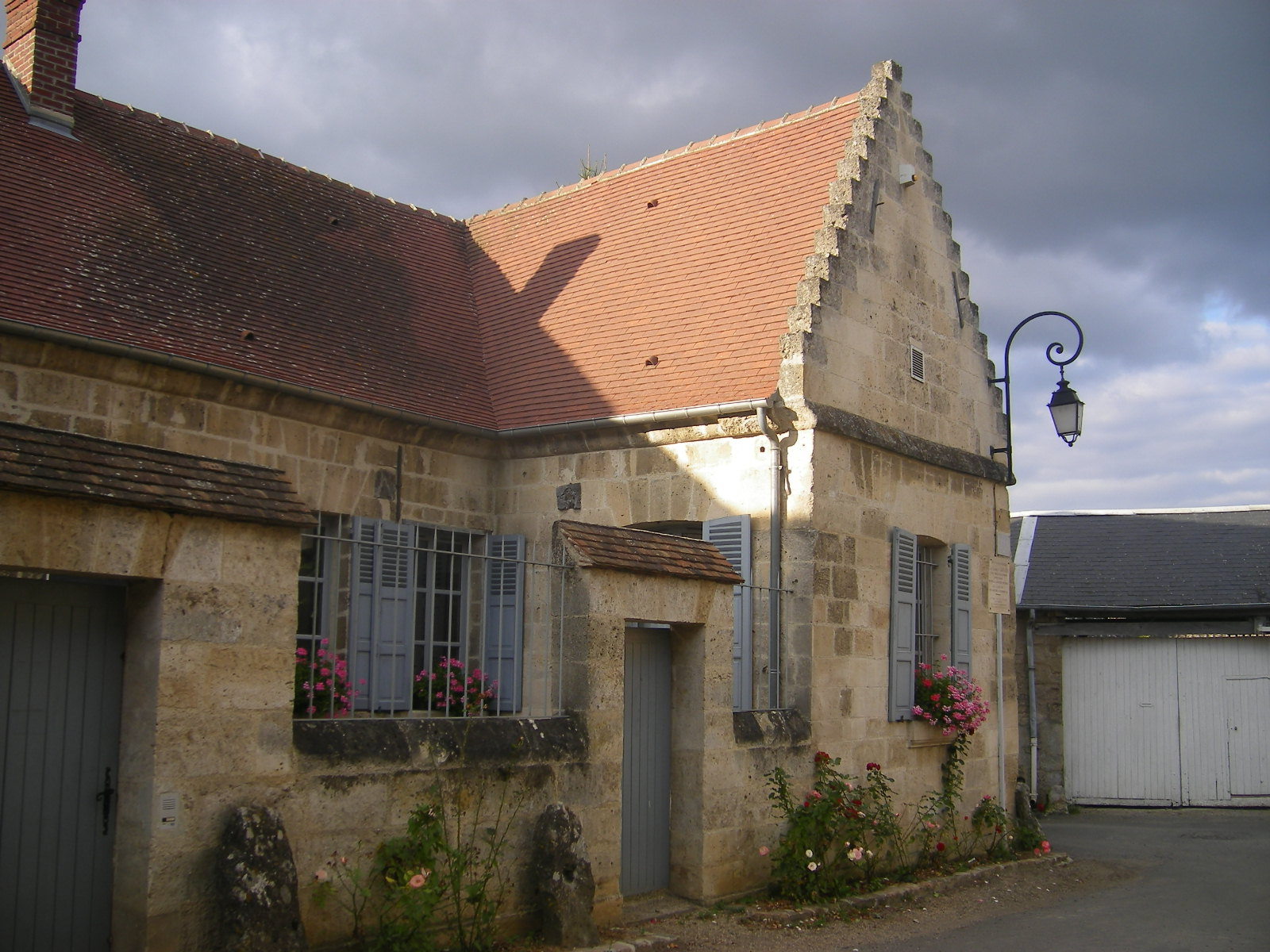
Casa lui Saint-Just din Blérancourt,
în prezent muzeu și oficiu de turism

Natura lui frământată, însă, nu s-a diminuat. De tânăr, Saint-Just era „sălbatic, chipeș și transgresiv”. El a arătat o afecțiune deosebită față de o tânără din Blérancourt, Thérèse Gellé. Aceasta era fiica unui notar bogat, o figură puternică și autocratică în oraș. Se spune că Saint-Just i-a propus să se căsătorească, iar ea ar fi acceptat. Nu există dovezi ale relației lor, iar înregistrările oficiale arată că la 25 iulie 1786, Thérèse s-a căsătorit cu Emmanuel Thorin, descendentul unei familii locale proeminente. Saint-Just era plecat din oraș și nu știa de eveniment, iar tradiția îl înfățișează cu inima zdrobită. Oricare ar fi fost starea lui psihică adevărată, se știe că, la câteva săptămâni după căsătoria Thérèsei, a plecat brusc de acasă la Paris, fără să anunțe pe nimeni, după ce luase o bună cantitate din argintăria mamei sale. Aventura sa s-a încheiat atunci când mama sa a sesizat poliția și l-a trimis la o casă de corecție (maison de correction) unde a stat din septembrie 1786 până în martie 1787. La întoarcere, Saint-Just s-a înscris ca student la Facultatea de Drept a Universității din Reims. După un an, însă, a abandonat facultatea și s-a întors la casa mamei sale din Blérancourt, fără bani și fără perspective profesionale.

### Începuturile activității revoluționare
Desfășurarea rapidă a Revoluției franceze din 1789 a schimbat structura tradițională de putere din Blérancourt. Notarul Gellé, anterior lider incontestabil al orașului, a fost contestat de un grup de reformiști conduși de câțiva dintre prietenii lui Saint-Just, inclusiv de soțul surorii sale Louise. Încercările lor au eșuat până în 1790, când în Blérancourt au avut loc primele alegeri locale libere. Mandatată de Adunarea Națională Constituantă, noua structură electorală a permis prietenilor lui Saint-Just să-și asume autoritatea în sat ca primar, secretar și, în cazul cumnatului său, șef al Gărzii Naționale locale. În ciuda faptului că nu împlinise vârsta legală și nu îndeplinea criteriile fiscale de calificare, lui Louis Antoine de Saint-Just i s-a permis să se alăture Gărzii.
El a arătat imediat acea disciplină intransigentă pentru care avea să fie faimos ulterior. În câteva luni a devenit ofițer comandant, cu gradul de locotenent-colonel. La întâlnirile locale i-a emoționat pe participanți cu zelul său patriotic: într-o poveste mult repetată, se spune că Saint-Just i-a făcut să plângă pe membrii consiliului municipal, vârându-și mâna în flăcările unui pamflet anti-revoluționar căruia îi dăduse foc și jurând devotament față de republică. Acest fapt și altele asemănătoare, au făcut ca el să aibă aliați puternici atunci când a încercatat să devină membru al adunării electorale a districtului său. A inițiat corespondență cu lideri cunoscuți ai Revoluției precum Camille Desmoulins⁠(d) și alții. La mijlocul lunii august 1790, i-a scris pentru prima dată lui Maximilien de Robespierre, exprimându-și admirația și cerându-i să ia în considerare o petiție locală. Scrisoarea era umplută cu numeroase elogii, începând cu: „Tu, care susții țara noastră, care se clatină, împotriva torentului despotismului și a intrigilor; pe tine, pe care eu îl cunosc așa cum Îl cunosc pe Dumnezeu, numai prin minunile Lui...”

#### L'Esprit de la Revolution
În timp ce Saint-Just aștepta următoarele alegeri, a scris o lucrare amplă, L'Esprit de la Revolution et de la Constitution de France, publicată în primăvara anului 1791. Stilul său de scris a renunțat la satiră și reflecta acum tonul sever și moralizator al clasicilor romani, atât de apreciați de revoluționarii francezi. Lucrarea prezenta un ansamblu de principii profund influențate de Montesquieu și a rămas pe deplin limitată la o paradigmă a monarhiei constituționale. Saint-Just își exprima dezgustul față de violența cu care se desfășurase revoluția până atunci și a disprețuia caracterul celor care participaseră la ea, caracterizându-i ca fiind puțin mai mult decât „sclavi dezlănțuiți”. În schimb, el lăuda reprezentanții poporului din Adunarea Legislativă, a căror virtute sobră ar fi condus cel mai bine revoluția. Deși L'Esprit de la Revolution este inconsistentă în multe dintre afirmațiile sale, arată totuși clar că Saint-Just nu mai vedea guvernul ca fiind opresiv pentru natura omului, ci necesar pentru succesul său: scopul său ultim era „de a îndrepta societatea în direcția unui ideal îndepărtat”.
Această lucrare a atras un număr mic de cititori. La 21 iunie 1791, la doar câteva zile după ce fusese publicată, toată atenția publică s-a concentrat asupra nefastei fugi la Varennes⁠(d) a regelui Ludovic al XVI-lea. Teoriile lui Saint-Just despre monarhia constituțională au fost brusc depășite. Episodul a stimulat furia publicului față de rege, care a stat în tensiune un an întreg, până când o mulțime pariziană a atacat în cele din urmă Palatul Tuileries (insurecția de la 10 august 1792). Ca răspuns, Adunarea s-a declarat pregătită să demisioneze înainte de termen și a cerut organizarea de noi alegeri, cu vot universal (doar pentru bărbați). Momentul a fost excelent pentru Saint-Just, care împlinise vârsta legală de 25 de ani înainte de sfârșitul lunii. Frica inspirată de asaltul Palatului Tuileries a făcut ca majoritatea rivalilor săi să își retragă candidaturile, astfel încât Saint-Just a fost ales ca unul dintre deputații departamentului Aisne. A plecat la Paris pentru a se alătura Convenției Naționale, fiind cel mai tânăr dintre cei 749 de membri ai acesteia.

### Deputat în Convenție
La început, Saint-Just a interacționat puțin cu ceilalți deputați din Convenție. S-a alăturat Clubului Iacobinilor din Paris, dar a rămas departe de girondini și montagniarzi⁠(d) deopotrivă. A așteptat până la 13 noiembrie 1792 pentru a ține primul său discurs la Convenție, dar atunci când l-a rostit, efectul a fost spectaculos. Ceea ce l-a adus la tribună a fost discuția despre cum ar trebui tratat regele demis. În contrast dramatic cu vorbitorii anteriori, Saint-Just l-a condamnat ferm pe rege. El a cerut:„Louis Capet ar trebui să fie judecat nu ca un rege sau un cetățean, ci ca un trădător, un dușman care merită moartea”. „În ceea ce mă privește”, a declarat el, „nu văd o cale de mijloc: acest om trebuie să domnească sau să moară! El a asuprit o națiune liberă; s-a declarat dușmanul ei; a abuzat de legile ei. Trebuie să moară pentru a asigura odihna poporului, deoarece în mintea lui era să zdrobească oamenii pentru a-i asigura pe ai lui”. Spre sfârșitul discursului său, el a rostit o observație de rău augur: „Nimeni nu poate domni nevinovat”.
Discursul tânărului deputat a electrizat Convenția, el fiind întrerupt frecvent de explozii de aplauze. Robespierre a fost deosebit de impresionat; el a vorbit de la tribună, a doua zi, în termeni aproape identici cu cei ai lui Saint-Just, iar părerile lor au devenit poziția oficială a iacobinilor. Până în decembrie 1792, această poziție a devenit lege: regele a fost adus la un proces⁠(d) în fața Convenției, condamnat la moarte și executat prin ghilotinare la 21 ianuarie 1793.

### Constituția din 1793
Deoarece prima constituție franceză⁠(d) includea și rolul regelui în stat, aceasta devenise invalidă și trebuia actualizată pentru Republică. Au circulat mai multe proiecte în acest sens în cadrul Convenției, după execuția lui Ludovic al XVI-lea, iar Saint-Just și-a înaintat propria sa propunere de constituție la 24 aprilie 1793. Proiectul său includea cele mai comune afirmații ale celorlalte: dreptul la vot, dreptul la petiție și egalitatea de eligibilitate se numărau printre principiile de bază care au făcut ca proiectul său să fie sustenabil. El s-a evidențiat, totuși, în chestiunea alegerilor: Saint-Just a argumentat împotriva tuturor sistemelor complexe de vot și a susținut doar stilul clasic al majorității simple a cetățenilor prin vot la nivel național. Pe fondul unui val de propuneri ale altor deputați, Saint-Just a susținut inflexibil planul său „un om, un vot”, iar acest omagiu evident adus tradițiilor greco-romane (care au fost deosebit de apreciate și idealizate în cultura franceză în timpul Revoluției) i-a sporit influența politică. Deoarece niciunul dintre proiectele de constituție nu a atras suficiente voturi pentru a fi aprobat, s-a făcut un compromis în Convenție, un mic grup de deputați fiind însărcinat cu redactarea oficială a constituției. Saint-Just a fost ales printre cei cinci membri ai acestui grup de redactori. Ca recunoaștere a importanței misiunii lor, acești redactori au fost cooptați în noul și puternicul Comitet al Salvării Publice.
Convenția dăduse Comitetului Salvării Publice autoritatea extraordinară de a asigura securitatea statului după izbucnirea războiului revoluționar francez, la începutul anului 1793. Membrii comitetului au fost inițial însărcinați să servească pentru perioade de numai treizeci de zile înainte de a fi aleși înlocuitorii lor, așa că trebuiau să lucreze rapid. Saint-Just a preluat problema și a reușit elaborarea Constituției franceze din 1793⁠(d). Înainte de sfârșitul primului său mandat, noul document a fost completat, supus Convenției și ratificat ca lege fundamentală la 24 iunie 1793.
Această nouă constituție nu a fost însă niciodată pusă în aplicare. Măsurile de urgență din timpul războiului erau în vigoare, iar acele măsuri solicitau un moratoriu asupra democrației constituționale. Condițiile din timpul războiului au dat putere supremă Convenției, cu Comitetul Salvării Publice în vârful piramidei sale administrative. Robespierre, cu ajutorul lui Saint-Just, a luptat energic pentru a se asigura că guvernul va rămâne în această situație de urgență până la victorie.

### Arestarea girondinilor
În perioada în care Saint-Just lucra la redactarea Constituției din 1793⁠(d), avea loc un conflict politic dramatic. Grupurile de sans-culottes⁠(d) - considerați „poporul” de mulți radicali și reprezentați de Comuna din Paris⁠(d) - deveniseră inamici declarați ai moderaților girondini. La 2 iunie 1793, într-o acțiune a maselor pariziene, susținută de gărzile naționale, sans-culottes au înconjurat Convenția și i-au arestat pe deputații girondini. Ceilalți deputați – chiar și montagnarzii, care se bucuraseră de multă vreme de o alianță informală cu sans-culottes – au fost supărați de această acțiune, dar s-au simțit obligați din punct de vedere politic să o permită. Liderul girondin, Jacques Pierre Brissot⁠(d), a fost inculpat pentru trădare și programat pentru proces, dar ceilalți brissotini au fost închiși (sau urmăriți) fără acuzații oficiale. Convenția a dezbătut soarta lor și dezordinea politică a durat săptămâni întregi. Saint-Just tăcuse anterior cu privire la girondini, dar acum se situase în mod clar alături de Robespierre, care era în conflict de mai multă vreme cu cei mai mulți dintre deputații girondini. Rechizitoriul inițial al Comitetului Salvării Publice a fost prezentat în Convenție de către Saint-Just.
În negocierile sale secrete, Comitetul Salvării Publice nu a reușit inițial să ajungă la un consens cu privire la deputații întemnițați, dar pe măsură ce unii girondini au fugit în provincie și au încercat să incite populația la o insurecție, opinia sa s-a înăsprit. La începutul lunii iulie, Saint-Just a putut să se adreseze Convenției, în numele Comitetului Salvării Publice, cu un raport cuprinzător. Nu mai era loc pentru o altă conciliere. Procesele girondinilor trebuie să continue, a spus Saint-Just, iar verdictele trebuiau să fie severe. Aceste procese au durat luni de zile, dar Brissot și douăzeci dintre partizanii lui au fost în cele din urmă condamnați și trimiși la ghilotină, la 31 octombrie 1793. Saint-Just s-a folosit de această situație pentru a obține aprobarea unor noi legi dure, culminând cu Legea suspecților⁠(d) (17 septembrie 1793), lege care a marcat începutul regimului terorii în Franța și care a oferit Comitetului Salvării Publice o influență extinsă și noi atribuții.

### Reorganizarea armatei
La 10 octombrie 1793, Convenția Națională a decretat recunoașterea Comitetului Salvării Publice ca „guvern revoluționar” suprem. Saint-Just a propus ca deputații din Convenție să supravegheze direct toate eforturile militare, propunere care a fost aprobată în aceeași zi. Pe fondul înrăutățirii condițiilor de pe front în toamna acelui an, câțiva deputați au fost desemnați ca reprezentanți în misiune⁠(d) și trimiși în zona critică a Alsaciei pentru a sprijini Armata Rinului⁠(d), care se afla foarte aproape de dezintegrare. Rezultatele nu au fost suficient de satisfăcătoare, așa încât la sfârșitul lunii octombrie 1793 Saint-Just a fost trimis acolo împreună cu colegul și prietenul său Philippe-François-Joseph Le Bas⁠(d). Misiunea lor a durat din noiembrie până în decembrie 1793, cei doi primind „puteri extraordinare” de a impune disciplina și de a reorganiza trupele.
De la început, Saint-Just a dominat această misiune. El a fost necruțător în a cere rezultate de la comandanți, dar a și simpatizat cu plângerile soldaților de rând. Încă din prima sa zi pe front, el a emis o proclamație promițând „exemple de dreptate și severitate la care armata nu a fost încă martoră”. Întreaga armată a fost supusă imediat celei mai severe discipline. În scurt timp, mulți ofițeri au fost demiși, iar alții, inclusiv un general, au fost trimiși în fața plutonului de execuție.
Saint-Just i-a reprimat pe oponenții Revoluției, indiferent dacă erau militari sau civili, dar nu a fost de acord cu execuțiile în masă ordonate de către unii din ceilalți deputați aflați în misiune, rechemându-i pe unii dintre ei la Paris. Politicienii locali erau la fel de vulnerabili față de el: chiar și Eulogius Schneider⁠(d), puternicul lider al celui mai mare oraș al Alsaciei, Strasbourg, a fost arestat la ordinul lui Saint-Just și ghilotinat ulterior. Saint-Just a conlucrat îndeaproape numai cu generalul Jean-Charles Pichegru, un iacobin de încredere, pe care îl respecta. Sub supravegherea neclintită a lui Saint-Just, generalii Pichegru și Lazare Hoche au securizat cu pricepere granița de vest a Franței și au început apoi să înainteze în Renania.
După ce a reușit să revitalizeze Armata Rinului, Saint-Just s-a întors pentru scurt timp la Paris, unde succesul său a fost apreciat. Cu toate acestea, a fost puțin timp pentru a sărbători acest succes, el fiind trimis rapid înapoi pe linia frontului, de data aceasta în Belgia, unde Armata Nordului⁠(d) se confrunta cu aceleași probleme de disciplină și organizare. În ianuarie și februarie 1794, acțiunile sale fără milă și eficiente au dat din nou rezultate, dar după mai puțin de o lună misiunea sa a fost întreruptă. Pe măsură ce Parisul era cuprins de convulsiile violenței politice, Robespierre i-a cerut ajutorul.

### Președinte al Convenției Naționale

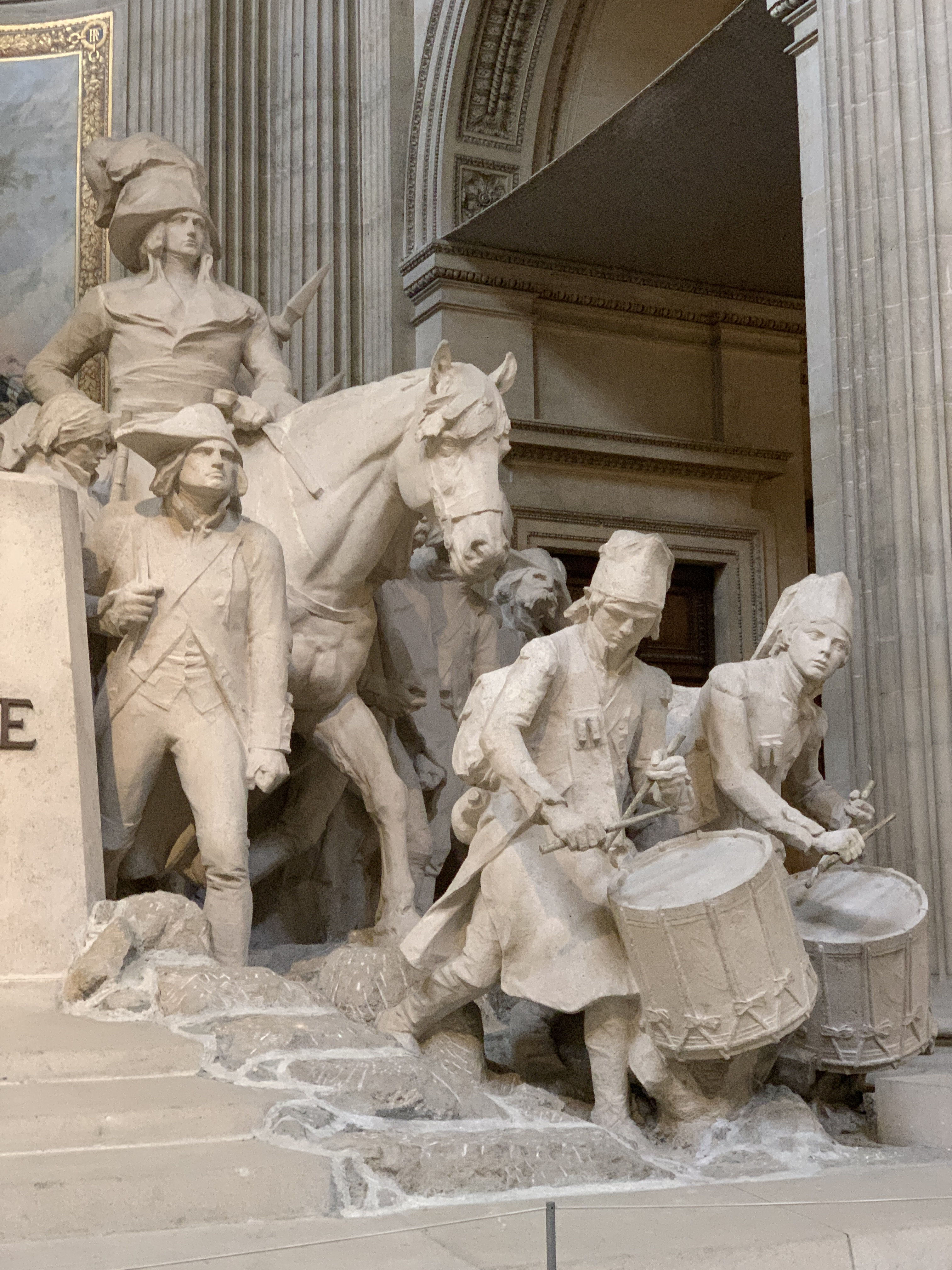
Panteonul din Paris: statuia ecvestră a lui Saint-Just (în plan secund)

Odată cu revigorarea armatei republicane și cu girondinii distruși, montagnarzii⁠(d) de stânga, conduși de iacobini și de Robespierre, au obținut controlul Convenției. În aceste condiții, în prima zi a lunii ventôse din anul II al Revoluției (19 februarie 1794), Saint-Just a fost ales președinte al Convenției Naționale pentru următoarele două săptămâni.
Cu această nouă funcție puternică, el a convins Convenția să adopte Decretele radicale din ventôse⁠(d), în temeiul cărora regimul putea să confiște proprietățile aristocraților emigrați și să le distribuie plebeilor nevoiași. Dar aceste acte de redistribuire a bogăției, probabil cele mai radicale din timpul Revoluției franceze, nu au fost aplicate niciodată. Comitetul Salvării Publice a șovăit în a crea proceduri pentru aplicarea lor, iar ritmul frenetic al evenimentelor politice a făcut să fie neglijate.
Oponenții iacobinilor au văzut Decretele din ventôse ca pe un truc cinic de a face apel la extrema stângă militantă. La o săptămână după adoptarea acestor decrete, Saint-Just a cerut ca ele să fie exercitate cu putere și le-a salutat ca fiind deschizătoare ale unei noi ere: „Eliminați sărăcia care dezonorează un stat liber; proprietatea patrioților este sfântă, dar bunurile conspiratorilor să fie de acum pentru sărmani. Acești sărmani vor fi puternicii pământului; ei au dreptul să vorbească ca stăpâni guvernelor care îi neglijează”.

### Arestarea hébertiștilor

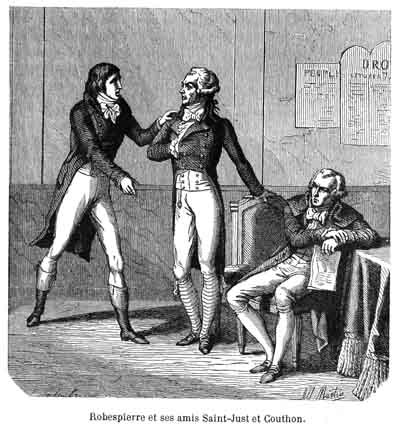
„Triumviratul” care conducea de facto Comitetul Salvării Publice: Saint-Just, Robespierre și Couthon (de la stânga la dreapta)

Pe măsură ce se apropia primăvara anului 1794, Comitetul Salvării Publice, condus de Robespierre, Saint-Just și Georges Couthon⁠(d), exercita un control aproape complet asupra guvernului. Cu toate acestea, în ciuda extinderii puterilor acestui „triumvirat”, rivalii lor au rezistat. Una dintre cele mai spinoase probleme, cel puțin pentru Robespierre, era agitatorul populist Jacques Hébert⁠(d), care a lansat torente de critici împotriva presupusului „iacobinism burghez” în ziarul său, Le Père Duchesne. Hébertiștii ultra-radicali din Clubul cordelierilor⁠(d) au subminat eforturile iacobinilor de a-i conduce pe sans-culottes, iar cei mai radicali dintre hebertiști chiar au îndemnat în mod deschis deschis la insurecție.
Saint-Just, în calitatea sa de președinte al Convenției, a anunțat fără echivoc că „oricine a denigrat sau atacat demnitatea guvernului revoluționar ar trebui condamnat la moarte”. Convenția a fost de acord cu această propunere, votând-o la 13 ventôse anul II (3 martie 1794). Robespierre i s-a alăturat lui Saint-Just în atacurile acestuia împotriva lui Hébert. Jacques Hébert și cei mai apropiați aliați ai săi au fost arestați a doua zi. O săptămână mai târziu, Saint-Just a comunicat Convenției că activitățile hébertiștilor fac parte dintr-un complot străin împotriva guvernului. Acuzații au fost trimiși în fața Tribunalului revoluționar.[5] Saint-Just a cerut: „Fără milă, fără slăbiciune față de vinovați... De acum înainte guvernul nu va mai ierta crimele”. La 4 germinal (24 martie 1794), Tribunalul i-a trimis la ghilotină pe Hébert, Charles-Philippe Ronsin, François-Nicolas Vincent și pe majoritatea celorlalți hébertiști proeminenți.

### Arestarea lui Danton și a „indulgenților”
Lupta politică în desfășurare – destul de sângeroasă încă din momentul arestării girondinilor, pentru a fi cunoscută drept „Regimul Terorii” – s-a răspândit inexorabil. După căderea hébertiștilor, atenția s-a îndreptat către „indulgenți”, începând cu Fabre d'Églantine⁠(d) și cu prietenul apropiat al lui Robespierre, Georges Danton. Danton a fost printre cei mai vocali dintre moderații care s-au opus Comitetului Salvării Publice. El s-a opus în mod special fanatismului lui Saint-Just și folosirii exagerate a violenței. Pe 30 martie 1794, cele două comitete (Comitetul Salvării Publice și Comitetul Siguranței Generale) au decis să-l aresteze pe Danton și pe „indulgenți”, după ce Saint-Just reacționase într-un mod neobișnuit de furios. În Convenție au fost exprimate critici împotriva acestor arestări, dar Robespierre le-a redus la tăcere declarând „... cine tremură în acest moment, este vinovat”.
Criticile lui Danton la adresa Terorii îi adusese un anumit sprijin, dar un scandal financiar care a implicat Compania Franceză a Indiilor de Est⁠(d) a oferit un pretext pentru căderea lui. Robespierre l-a trimis din nou pe Saint-Just în Convenție (la 31 martie 1794) pentru a prezenta un raport al Comitetului Salvării Publice, prin care era anunțată arestarea lui Danton și „a ultimilor partizani ai monarhismului”. Pe lângă acuzațiile de corupție legate de societatea comercială, Saint-Just l-a acuzat pe Danton că a conspirat pentru restabilirea monarhiei. L-a denunțat drept „cetățean rău”, „prieten fals” și chiar „om rău”. Danton a continuat să ceară dreptul de a chema martori, dar Saint-Just a comunicat Convenției Naționale că prizonierii favorizează o insurecție împotriva acesteia. După un proces tumultuos, descris de unii drept un „proces spectacol”, Danton, Fabre d'Églantine, Camille Desmoulins⁠(d) și alți susținători importanți ai lui Danton au fost condamnați la moarte și ghilotinați la 16 germinal (5 aprilie 1794). În raportul său, Saint-Just promisese că aceasta va fi o „curățare finală” a dușmanilor Republicii. Cu toate acestea, există dovezi care sugerează că Saint-Just devenea neliniștit cu privire la desfășurarea acestor evenimente. El a scris în particular că „Revoluția este înghețată; toate principiile sunt slăbite.”
Îndepărtarea violentă a hébertiștilor și a dantoniștilor a oferit doar o falsă stabilitate politică. Moartea lor a provocat resentimente profunde în Convenție, iar absența lor nu a făcut decât să le fie tot mai dificil iacobinilor să influențeze masele de sans-culottes⁠(d) periculos de imprevizibile. Eliminarea demagogilor populari și pierderea în consecință a sprijinului popular s-a dovedit ulterior a fi dezastruoasă pentru Saint-Just, Robespierre și alți iacobini în timpul evenimentelor din thermidor.
În calitate de raportor al Comitetului Salvării Publice, Saint-Just a devenit chipul public al Terorii, iar scriitorii de mai târziu l-au numit „Îngerul morții”. La 23 aprilie, Saint-Just a contribuit la crearea unui nou birou de „poliție generală” pentru Comitetul Salvării Publice, care a egalat – și a uzurpat – puterile care fuseseră date oficial Comitetului de Siguranță Generală⁠(d). Cu toate acestea, la scurt timp după înființare, administrarea noului birou a trecut la Robespierre, deoarece Saint-Just a părăsit Parisul încă o dată pentru a merge pe linia frontului.

### Victoria de la Fleurus
Armata revoluționară se afla încă într-o poziție defensivă, iar Saint-Just a fost trimis din nou în Belgia pentru a ajuta la pregătirea bătăliilor care aveau să urmeze. Din aprilie până în iunie 1794, el a preluat din nou supravegherea supremă a Armatei Nordului și a contribuit decisiv la victoria franceză de la Fleurus. În această bătălie aprig disputată, din 26 iunie 1794, Saint-Just a aplicat cele mai draconice măsuri, ordonând ca toți soldații francezi care fugeau din fața inamicului să fie împușcați pe loc. S-a simțit justificat pentru aceste măsuri, atunci când victoria obținută de Armata Nordului, sub comanda generalilor Jourdan și Kléber, i-a obligat pe austrieci și pe aliații lor la o retragere completă din Țările de Jos Austriece. Bătălia de la Fleurus a marcat punctul de cotitură din Războiul Primei Coaliții: Franța a rămas în ofensivă până la victoria sa din 1797. După întoarcerea sa de pe front, Saint-Just a fost tratat ca un erou și „aclamat de toți”.

### Ultimele zile
După întoarcerea la Paris, Saint-Just a descoperit că poziția politică a lui Robespierre s-a degradat semnificativ. Pe măsură ce Teroarea și-a atins apogeul – așa-numita „Marea Teroare” – pericolul unei contra-lovituri din partea inamicilor săi a devenit aproape inevitabil. Generalul Lazare Carnot îi descria pe Saint-Just și Robespierre drept „dictatori ridicoli”. Saint-Just a rămas însă neclintit în alianța sa cu Robespierre. Victoria franceză de la Fleurus și altele care au urmat au redus nevoia de securitate națională în timpul războiului, care inițial fusese considerată o justificare pentru teroare. „Scuza pentru Teroare a luat sfârșit”. Oponenții Terorii au folosit propriile cuvinte ale lui Saint-Just împotriva lui, cerând o implementare completă a Constituției din 1793⁠(d).
În timp ce lupta politică a atins un nivel maxim, Comitetul Salvării Publice a introdus un proiect de lege pentru a stabili o versiune mai nouă a „Legii suspecților” – Legea din 22 prairial⁠(d). Această lege stabilea o nouă categorie de „dușmani ai poporului” în termeni atât de vagi încât aproape oricine putea fi acuzat și condamnat. Inculpaților nu li se permitea să ceară consiliere juridică, iar Tribunalul revoluționar a fost instruit să nu impună altă sentință decât moartea. Robespierre a transpus rapid proiectul de lege și, deși Saint-Just nu a fost direct implicat în alcătuirea lui, aproape sigur l-a susținut. Extinderea considerabilă a puterii Tribunalului revoluționar și noile legi au catalizat Marea Teroare: în prima lună după ce acestea au intrat în vigoare, numărul execuțiilor la Paris a crescut de la o medie de cinci pe zi la șaptesprezece pe zi, crescând în luna următoare la douăzeci și șase pe zi. Legea din 22 prairial a fost punctul de cotitură pentru oponenții Comitetului Salvării Publice. Pentru a doua oară, Lazare Carnot i-a descris pe Saint-Just și Robespierre drept „dictatori ridicoli”. Carnot și Cambon au cerut ferm să se pună capăt terorii. Pe 22 și 23 iulie 1794, cele două comitete (Comitetul Salvării Publice și Comitetul Siguranței Naționale) s-au reunit în sesiune plenară. Comuna din Paris a publicat un nou maxim salarial, limitând salariile angajaților (în unele cazuri chiar înjumătățindu-le) ceea ce a provocat un protest acut în secțiile Comunei. Aproape toți lucrătorii din Paris erau în grevă. 
Rezistența la Teroare s-a răspândit în întreaga Convenție Națională, iar Saint-Just a fost obligat să se adreseze facțiunilor rivale. El a declarat în cadrul negocierilor cu Barère că este pregătit să facă concesii cu privire la poziția subordonată a Comitetului Siguranței Naționale. Bertrand Barère și alți termidorieni au susținut că el încerca să propună ca Robespierre și cei aliniați cu el să aibă autoritate dictatorială. În schimb, Saint-Just a susținut decizia generalului Carnot de a scoate bateriile de artilerie în afara Parisului. Cu toate acestea, o vreme, unii dintre „thermidorieni⁠(d)” au considerat totuși că Saint-Just poate fi convins sau cel puțin util pentru propriile lor ambiții. Atitudinea lor față de el s-a schimbat mai târziu, când acesta a susținut o apărare publică fără compromis a lui Robespierre, pe 9 thermidor (27 iulie 1794).
Thermidorienii au mers la Comitetul Salvării Publice, unde l-au găsit pe Saint-Just lucrând. L-au întrebat dacă le întocmește actul de acuzare. Saint-Just le-a promis că le va arăta discursul său înainte de a începe sesiunea. A spus că a trimis începutul acestui discurs unui prieten și a refuzat să le arate notele. Collot d'Herbois⁠(d), care prezida Convenția Națională, a decis să nu-l lase să vorbească pe Saint-Just și s-a asigurat că acesta nu va putea vorbi în Convenție nici a doua zi. Potrivit lui Barère: „Nu m-am înșelat niciodată că Saint-Just, cu atitudinea lui dictatorială, ar fi ajuns să mă răstoarne pentru a deveni el președinte al Convenției; știam, de asemenea, că îi stăm în calea proiectelor sale și că ne-ar fi ghilotinat; deci l-am oprit”.

### 9/10 thermidor

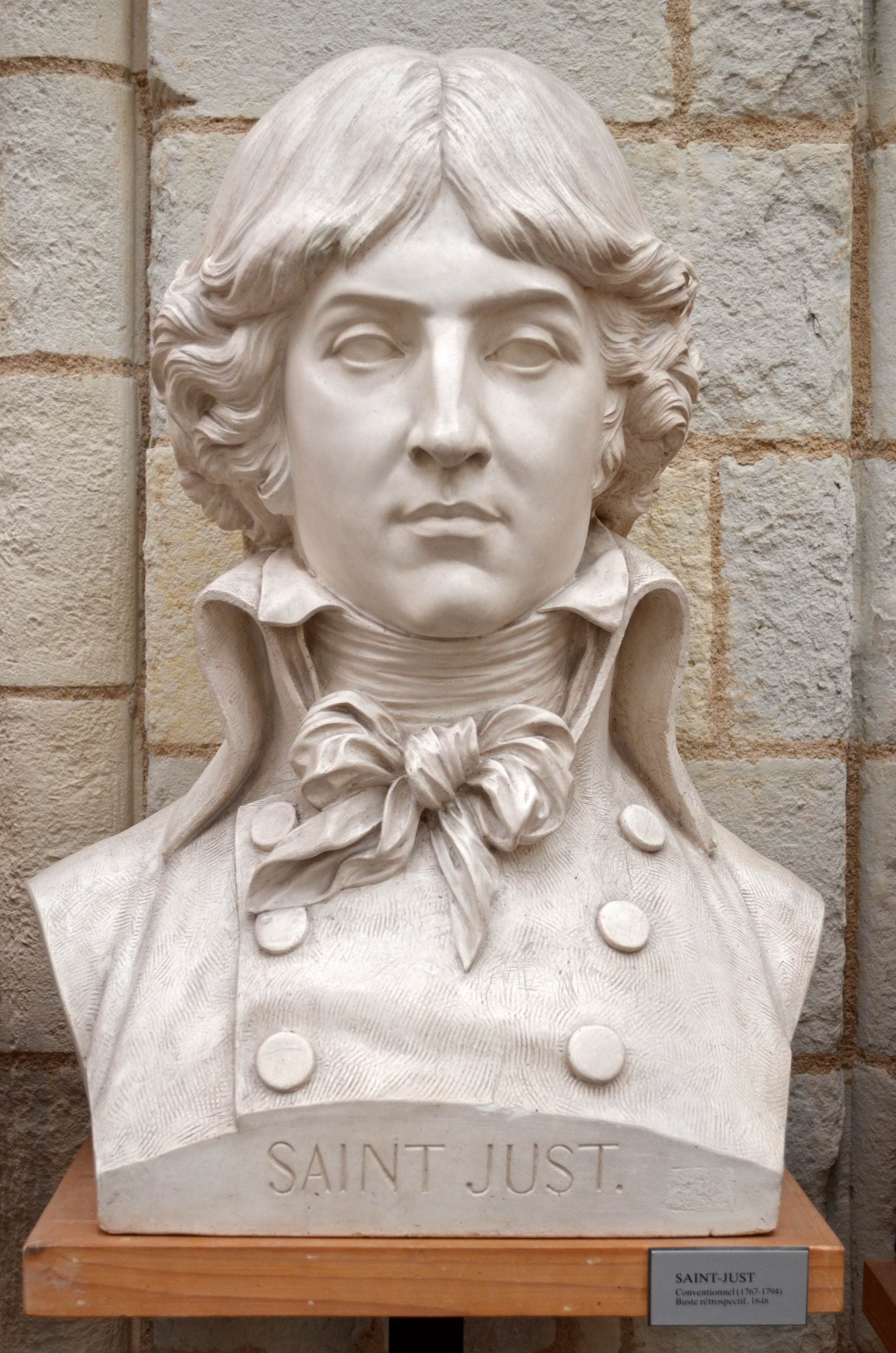
Louis Antoine de Saint-Just, bust sculptat de David d'Angers (1848)

La 27 iulie 1794 (9 thermidor anul II, conform calendarului republican, pe la orele prânzului, Saint-Just a mers la sediul Convenției Naționale, pregătit să îi acuze pe Billaud-Varennes, Collot d'Herbois și Lazare Carnot pentru pregătirea unei lovituri de stat. El și-a început discursul astfel: „Nu sunt din nicio facțiune; mă voi lupta împotriva tuturor”. Billaud-Varennes s-a plâns de modul în care a fost tratat la Clubul iacobinilor cu o seară înainte și că Saint-Just nu și-a respectat promisiunea de a-și arăta discursul înainte a-l susține în Convenția Națională. Pe măsură ce acuzațiile au început să se adune, Saint-Just a rămas tăcut. În timpul dezbaterii care a urmat, el a fost acuzat de colegul său deputat Fréron că a format un triumvirat cu Robespierre și Couthon⁠(d) (o referire la primul triumvirat al lui Iulius Caesar, Pompei și Crassus, care a dus la sfârșitul Republicii Romane). În cele din urmă, câțiva dintre deputații cunoscuți ulterior ca „thermidorieni” l-au îndepărtat pe Saint-Just de la tribuna Convenției și fiecare și-a început propriul discurs în care cereau înlăturarea lui Robespierre și a tuturor susținătorilor săi. În mijlocul tumultului, își amintea Barras⁠(d), Saint-Just „nu a părăsit platforma tribunei Convenției, în ciuda întreruperilor care ar fi alungat pe oricine altcineva. A coborât doar câteva trepte, apoi a urcat din nou, pentru a-și continua discursul cu mândrie... Nemișcat, neclintit, părea că îi sfidează pe toți cu calmul lui”.
Saint-Just și-a salvat demnitatea la pupitru, dar nu și viața. Ridicându-se în sprijinul său, Robespierre și-a pierdut pur și simplu vocea; fratele său Augustin, Philippe Le Bas⁠(d) și alți aliați cheie au încercat să-i influențeze pe deputați, dar nu au reușit. Ședința Convenției s-a încheiat cu un ordin de arestare a lui Maximilien de Robespierre, Saint-Just, Augustin Robespierre⁠(d), Couthon și Philippe Le Bas. După câteva ore însă, cei cinci au fost invitați să se refugieze în Hôtel de Ville⁠(d) de către primarul Parisului. Pe 10 thermidor (28 iulie), în jurul orei 2 dimineața, Barras și Bourdon⁠(d), însoțiți de mai mulți membri ai Convenției și de o trupă de  grenadieri, au sosit Hôtel de Ville. Când grenadierii au spart ușile și au pătruns înăuntru, câțiva dintre iacobinii învinși au încercat să se sinucidă. Robespierre a fost împușcat de către Bourdon, dar, deși grav rănit, nu a murit. Netulburat, Saint-Just s-a predat fără un cuvânt. Dintre cei capturați, „numai Saint-Just, cu mâinile legate dar cu capul sus, a putut să meargă singur”. Robespierre, Saint-Just și douăzeci dintre aliații lor au fost ghilotinați a doua zi, iar Saint-Just și-a acceptat moartea cu răceală și mândrie. Ca o ultimă formalitate de identificare, a arătat către o copie a Constituției din 1793 și a spus: „Eu sunt cel care a făcut asta”. Saint-Just și toți cei ghilotinați atunci au fost înmormântați în Cimitirul Errancis, un loc comun de înmormântare pentru cei executați în timpul Revoluției. La mijlocul secolului al XIX-lea, rămășițele lor au fost transferate în Catacombele Parisului.